# عیناتالی
عیناتالی (به لاتین: Aynatali) یک منطقهٔ مسکونی در بنگلادش است که در ناحیه چاندپور واقع شده‌است.